# Chiesa della Visitazione della Beata Vergine Maria (Bressanvido)
La chiesa della Visitazione della Beata Maria Vergine è la parrocchiale di Bressanvido, in provincia e diocesi di Vicenza; fa parte del vicariato di Dueville-Sandrigo.

## Storia
La prima citazione della pieve di Bressanvido, originariamente dipendente dalla pieve di Bolzano Vicentino, risale al 975 ed è contenuta in un decreto del vescovo Rodolfo.
Intorno alla fine del Quattrocento la chiesa fu rimaneggiata; nel 1687 l'edificio venne ampliato con l'allungamento della navata.
Nel 1885 fu eretto il campanile; la parrocchiale venne ricostruita tra il 1898 e il 1900 in seguito al considerevole aumento della popolazione del borgo.
Tra il 1967 e il 1968 furono eliminati i due vani posti vicino alle entrate sui lati e al loro posto vennero realizzate le due navate laterali.
Nel 2007 il pavimento della chiesa fu prima rimosso e quindi posato di nuovo per permettere l'esecuzione di alcuni lavori di risistemazione dell'impianto di riscaldamento.